# 风船 (1956年电影)
《风船》（日语：風船）是1956年日本的一部黑白电影，由川岛雄三导演，今村昌平编剧，改编自大佛次郎的小说。

## 剧情
村上春树曾经被誉为天才画家，但他放弃了艺术界，进入商界，现在是一家照相业公司的社长。 他与妻子村上房子育有一子一女，儿子圭吉在父亲的公司担任经理，女儿珠子因小儿麻痹症身心虚弱，终日关在房间里，享受绘画的乐趣。在昔日的老师、画家山口的告别仪式上，春树和妻子与山口的儿子都築正隆重逢，他现在是一家夜总会的经理。圭吉的情妇久美子是一个纯情的女人，在战争中失去丈夫后，在酒吧工作时，受到了圭吉的照顾。正隆让与他有过交往的香颂歌手三木原美纪子（三木原ミキ子）与成长为佛教徒的圭吉接近。美纪子就像一个没有重量的气球，圭吉一下子就被她吸引了。与此同时，春树到京都出差，遇到了战时住过的阿蘇家的女儿瑞子（阿蘇るい子）。春树被瑞子的开朗所感动，决定资助瑞子的弟弟上学。他租下二楼的房子，晚上在酒吧工作，白天在裸体工作室工作。当久美子发现圭吉对美纪子一心一意时，她悲痛欲绝地自杀了。 从京都回来后，春树不禁为圭吉的不当行为和缺乏诚意而感到愤怒。春树不顾邻居们的反对，离家出走，选择了京都定居下来，在那里制作扇子。

## 放映
2018年，为庆祝川岛雄三诞辰100周年，日本电影工作室日活和视频点播平台MUBI合作，在美国举办了川岛作品回顾展，提供影片放映。放映的影片就包括了《风船》。2020年2月，在挪威的MUBI上可以看到同样的回顾展。

## 演员[1]
- 森雅之（日语：森雅之） 饰演 村上春树
- 三桥达也（日语：三橋達也） 饰演 村上圭吉（春树的儿子）
- 北原三枝（日语：北原三枝） 饰演 三木原ミキ子
- 芦川泉（日语：芦川いづみ） 饰演 村上珠子（春树的女儿）
- 新珠三千代 饰演 山名久美子（圭吉的情妇）
- 天草四郎（日语：天草四郎_(俳優)） 饰演 照相馆店主山口

## 制作人员[1]
- 製作 - 山本武
- 导演 - 川島雄三
- 副导演 - 今村昌平
- 编剧 - 川島雄三 今村昌平
- 原作 - 大佛次郎
- 摄影 - 高村倉太郎
- 音乐 - 黛敏郎
- 美術 - 中村公彦
- 録音 - 橋本文雄
- 照明 - 大西美津男
- 剪辑 - 中村正
- 製作主任 - 林本博佳
- 服装设计 - 森英恵